# Bank of Valletta
Bank of Valletta plc (BOV) è una banca maltese e società di servizi finanziari con sede a Santa Venera. È il più antico fornitore di servizi finanziari stabilito a Malta e uno dei più grandi. Al 2014, la banca aveva 44 filiali, 6 centri commerciali regionali, una sede centrale e un braccio di gestione patrimoniale situato intorno alle isole maltesi. Ha uffici di rappresentanza in Australia, Belgio, Libia e Italia.